# Equal Pay Act (1963)
The Equal Pay Act of 1963 är en amerikansk lag som stiftades med syfte att minska löneskillnaderna mellan män och kvinnor. Lagen undertecknades den 10 juni 1963 av John F. Kennedy som del i hans New Frontier-program.